# Switchblade 2
Switchblade 2 est un jeu vidéo d'action et de plates-formes développé et édité par Gremlin Graphics, sorti en 1991 sur Amiga et Atari ST. Il a été adapté sur Lynx en 1992.
Il constitue la suite de Switchblade (1989)